# Xenosocia
Xenosocia is een geslacht van vlinders van de familie bladrollers (Tortricidae).

## Soorten
- X. acrophora Diakonoff, 1989
- X. argyritis Diakonoff, 1989
- X. conica (Meyrick, 1911)
- X. desipiens (Meyrick, 1918)
- X. dynastes Diakonoff, 1992
- X. elgonica Karisch, 2008
- X. euryptycha Diakonoff, 1989
- X. iocinctis Diakonoff, 1989
- X. lampouris Diakonoff, 1989
- X. oreomontana Karisch, 2008
- X. panegyrica Diakonoff, 1989
- X. paracremna (Meyrick, 1913)
- X. polyschelis Diakonoff, 1989
- X. tryphera Diakonoff, 1989